# Lestes falcifer
Lestes falcifer là loài chuồn chuồn trong họ Lestidae. Loài này được Sjöstedt mô tả khoa học đầu tiên năm 1918.